# Omnichord

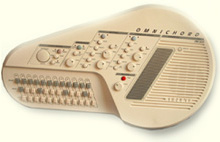
Omnichord

Omnichord – elektroniczny instrument muzyczny wprowadzony w 1981 roku przez Suzuki Musical Instrument Corporation. 

## Historia
Omnichord to bardzo nietypowy instrument, który pochodzi z Japonii. Suzuki Musical Instruments wprowadził ten elektroniczny instrument muzyczny w 1981 roku i wypuścił różne modele aż do lat 90.
Omnichord umożliwia użytkownikom granie charakterystycznych arpeggiów przypominających harfę, wytwarzanych przez elektroniczną płytkę strunową, symulując wrażenia z gry na instrumencie strunowym. Pierwotnie pomyślany jako elektroniczny Autoharp. Omnichord zyskał popularność ze względu na swoją przenośność, niepowtarzalną barwę dźwięku i wartość jako kiczowaty obiekt.
Różne modele Omnichord są wyposażone w panel dotykowy, na którym użytkownik szarpnie struny, akordy przypominające te organowe, wstępnie ustawione rytmy perkusyjne i funkcję automatycznej linii basowej. Siatka przycisków umożliwia użytkownikowi wybór akordów durowych, molowych i septymowych, które będą wyzwalane za pomocą płytki szarpanej, przycisków akordów lub akompaniamentu linii basowej. Produkcja oryginalnej linii Omnichord zakończyła się w 1996 roku wraz z modelem OM-300, instrument ten odnotował w ostatnich latach ponowny wzrost popularności ze względu na odnowione zainteresowanie zabytkowymi instrumentami elektronicznymi.
Nowy model Omnichord o nazwie OM-108 został wydany w 2024 roku.

## Budowa ikonserwacja
Jego konstrukcja i obsługa są niezwykle proste, a jednocześnie oferują szeroki wachlarz możliwości. Przyciski na powierzchni symbolizują różne akordy, które można zagrać jednym dotknięciem przycisku. Wyświetlanych jest wszystkich 12 nut skali chromatycznej, które można zagrać w dur, mol lub jako septymę dominantową. Łącząc przyciski, można również grać septymę dur, septymę molową, akordy zmniejszone i zwiększone. Omnichord nie posiada rozszerzeń akordów takich, jak akordy nonowe i akordy sus.
Touchpad pozwala również grać słynny dźwięk harfy Omnichord i szarpać wybraną melodię przez cztery oktawy. 

## Modele
- 1981[8]: OM-27 – Oryginalny model z 27 rodzajami akordów[9],
- 1984[8]: OM-36 – Nazywany również "Systemem Pierwszym". Potrafi grać 84 różnymi typami akordów[10],
- 1984: OM-84 – Nazywany również "Systemem Dwa". Może odtwarzać 84 rodzaje akordów i jako pierwszy wyposażony jest w komputer akordowy,
- 1989[8]: OM-100 – Model podstawowy zastępujący OM-36,
- 1989: OM-200M – Model premium zastępujący OM-84. Dodaje wyjście MIDI (oznaczone literą „M”)[11],
- 1993[8]: OM-150 – Zastępuje OM-100 ulepszonym silnikiem dźwiękowym,
- 1993: OM-250M – Zastępuje OM-200M ulepszonym silnikiem dźwiękowym,
- 1996[8]: OM-300 – Zastępuje OM-250M ulepszonymi dźwiękami,
- 1999: Qchord QC1 – Zawiera nowe dźwięki cyfrowe oraz złącza MIDI wewnątrz i MIDI na zewnątrz,
- 2024[8]: OM-108 – Wydanie upamiętniające 70. rocznicę założenia Suzuki[12].